# 安岡嘉助
安岡 嘉助（やすおか かすけ、天保7年11月22日（1836年12月29日） - 文久4年2月16日（1864年3月23日）は、幕末の志士。名は正定。
土佐国香美郡山北村の土佐藩郷士・安岡正理（文助）の二男として生まれる。母は同村・藤田柳蔵の娘・みつ。
土佐勤王党に所属し、文久2年（1862年）那須信吾・大石団蔵とともに政敵であった吉田東洋を暗殺して脱藩、京都で久坂玄瑞の保護を受け、一時薩摩藩邸に居留した。文久3年（1863年）いわゆる天誅組の変に参加して敗北。戦闘で負傷して捕えられて京都六角獄舎に入り、翌年に処刑された。享年29。
墓所は霊山墓地と香南市西坊山の安岡家墓地。
明治24年（1891年）、従四位を追贈された。
小説家の安岡章太郎は嘉助の子孫で、嘉助ら安岡一族を題材とした『流離譚』を著した。

## 安岡嘉助が登場する関連作品
映画
- 『人斬り』（演：美山晋八）
- 『幕末青春グラフィティ Ronin 坂本竜馬』（演：本田博太郎）

テレビドラマ
- 『竜馬がゆく』（演：高津住男）1968年のNHK大河ドラマ
- 『幕末青春グラフィティ 坂本竜馬』（演：陣内孝則）
- 『龍馬伝』（演：花川仁教）2010年のNHK大河ドラマ

漫画
- 『お〜い!竜馬』

テレビアニメ
- 『お〜い!竜馬』（演：梁田清之）